# Colom de les Tuamotu
El colom de les Tuamotu (Pampusana erythroptera / Alopecoenas erythropterus) és una espècie d'ocell de la família dels colúmbids (Columbidae) en perill d'extinció. Originalment endèmic de les Illes de la Societat i Tuamotus a la Polinèsia Francesa, ara s’ha extingit en la major part de la distribució original per pèrdua i predació d’hàbitat per espècies introduïdes com gats i rates, i l’espècie ara només és endèmica a les illes Acteon (als boscos d'alguns atols de les illes Tuamotu). S’estima que la població total és d’uns 100-120 ocells.
Afavoreix els boscos tropicals, sobretot amb pandanus tectorius, pisonia grandis i arbustos, però també s'ha registrat a partir de densos arbustos que creixen per sota de les palmes de coco.
Una campanya d'erradicació de rates del 2015 al 2017 ha permès restablir-se a terra a Tenarunga.

## Descripció
El colom de les Tuamotu és un petit colom de terra plomós que mostra dimorfisme sexual. Els mascles tenen franges blanques, galtes, gola i pits. La coroneta, el clatell i la franja auricular són grises. Les parts inferiors són negres. Les femelles són de color marró vermellós brillant en general, tenyit fortament amb porpra vermellós a la coroneta, el coll i les cobertores d’ala. El dors, l’esquena, les cobertores interiors de l’ala són de color oliva fosca, i presenten una mena d'escut de pit pàl·lid. Aquest plomatge s’esvaeix sovint d’intensitat a causa del desgast. El colom de les Tuamotu juvenil és vermell en general, amb moltes de les plomes de color vermell canyella. Les parts blanques de la cara i les parts inferior són grises. Els mascles juvenils es poden diferenciar de les femelles juvenils a través de l'absència de l'escut al pit i plomes porpra a les escapulars i cobertores menors.
El colom de les Tuamotu adult té uns 23,5 a 26 cm de longitud i pesa uns 105 a 122 g. L’iris és marró, mentre que el bec és negra. Les cames i els peus són un negre porpra.
La reclam del colom de terra polinèsia ha estat descrita com un gemec baix i ronc.

## Distribució i hàbitat
El colom de les Tuamotu es trobava originalment tant a l'arxipèlag de Tuamotu com a les illes de la Societat. Des de llavors s’ha extingit de les illes de la Societat, on es trobava a Tahití i Moorea. A Tuamotu es troba a Arakita, Hao, Hiti, Maria Est, Marutea Sud, Matureivavao, Rangiroa, Tenararo, Tenarunga i Vanavana. A més, els informes locals han suggerit que probablement vivia a Fakarava, Fangatau, Katiu, Makemo, Manihi, Reahi, Tahanea, Temagi, Tikehau, Tuanake, Vahanga i Vahitahi, tot i que mai no es van recollir cap exemplar d'aquestes illes.
Originalment, el colom de les Tuamotu habitava a les illes volcàniques muntanyoses i als atols i illots propers. Tanmateix, el fet d'introduir gats i rates salvatges va provocar l'extinció en aquestes illes volcàniques muntanyoses. Als illots i atols viu als boscos amb un sotabosc ben desenvolupat de matolls densos, falgueres i herbes, en zones de matolls baixos i densos i en plantes de pandanus amb vegetació molta escassa.

## Comportament i ecologia
El colom de les Tuamotu és un colom terrestre i evasiu.] S'alimenta principalment de les llavors caigudes a terra, com les de les plantes de morinda i tournefortia; tanmateix, també se sap que s’alimenta d’arbres i arbustos, on menja els brots de portulaca, les llavors de digitaria i les fulles d’euphorbia. S'alimenta de forma semblant a una perdiu, mentre que les ales produeixen un so tremolós. Poc se sap sobre el comportament de la cria de les espècies, tot i que s’han observat pollets el gener i l’abril.

## Condició
El colom de les Tuamotu va ser abundant a la majoria de les illes on vivia. Tanmateix, com aquesta espècie terrestre no té depredadors de mamífers autòctons, és molt vulnerable als gats i rates salvatges introduïts. El colom de les Tuamotu es va extingir localment a la majoria de les illes poc després de ser descobertes pels europeus, i es creu que les poblacions ja estaven a nivells baixos abans. Des de 1950, només s’ha registrat en dues illes: tres exemplars es van recollir de Matureivavao, mentre que el 1991, l’atol de Rangiroa es va utilitzar per acollir una petita població de 12 a 20 ocells a dues de les illes. Es creu que s'ha extingit a les illes de la Societat i de bona part de l'arxipèlag de Tuamotu; tot i això, aquestes illes són rarament visitades per ornitòlegs, i cal explorar molts illots petits per determinar si també acullen una població supervivent del colom de terra polinèsia. A més, una enquesta a la dècada de 1970 va perdre la població de colomes de terra a l'atol de Rangiroa, cosa que implica que pot sobreviure sense ser detectat en altres illots. A més de l’amenaça dels depredadors introduïts, els atols baixos en què sobreviu estan amenaçats per l’augment del nivell del mar.

## Esforços de conservació
S'han fet esforços per permetre que l'espècie es pugui reeixir mitjançant l'eliminació de depredadors invasius i la restauració dels ecosistemes autòctons. A les Illes Acteó, probablement la llar de la darrera població viable, els esforços de restauració de l’hàbitat al llarg del 2017 per conservació insular va permetre que el colom de les Tuamotu i la xivita de les Tuamotu (Prosobonia parvirostris) en perill d’extinció es restableixin a Tenarunga, cosa que no va ser possible durant dècades. El 2020, el seguiment fet va constatar que la població es recuperava lentament.

## Taxonomia
El colom de les Tuamotu va ser descrit formalment el 1789 pel naturalista alemany Johann Friedrich Gmelin en la seva edició revisada i expandida de Systema Naturae de Carl Linnaeus. El va col·locar amb tots els altres coloms del gènere Columba i va encunyar el nom binomial Columba erythroptera. Gmelin va basar la descripció en el "colom d'ales carmesí" que havia estat descrit el 1783 per l'ornitòleg anglès John Latham d'un exemplar conservat proporcionat per Joseph Banks, que havia estat recollit a l'illa de Moorea a prop de Tahiti a la Polinèsia francesa. L’etimologia del nom del gènere «pampusana» és incerta. L’epítet específic «erythroptera» combina les paraules del grec antic «eruthros» que significa “vermell” amb «-pteros» que significa “-alat”. El colom de les Tuamotua forma una superespècie amb els seus parents vius més propers, el colom de Jobi (Pampusana jobiensis), el colom de les Carolines (P. kubaryi) i el colom de les Marianes (P. xanthonura). Aquesta superespècie està estretament relacionada amb el colom de les Fiji (P. stairi), el colom de les Santa Cruz (P. sanctaecrucis) i l'extint colom de les Salomó (P. salamonis).
Antigament, aquesta espècie es va situar en el gènere Alopecoenas (Sharpe, 1899), però el nom del gènere es va canviar el 2019 a Pampusana (Bonaparte, 1855), ja que es va trobar que aquest nom tenia prioritat.
S'ha representat nombroses formes del colom de les Tuamotu des de les diverses illes i atols que formen l'àrea de distribució; tot i això, la majoria dels exemplars originals s’han perdut i ara només estan representats per pintures, i algunes de les formes proposades poden provenir de descripcions i pintures inexactes. En general, només es reconeix una subespècie: la subespècie nominal, Pampusana erythroptera erythroptera, que va ser descrita per Gmelin el 1789 i es va trobar originalment a Tahití, Moorea est, Marutea Sud, Maturevavao, Rangiroa, Tenaro, Tenarunga, Vanavana, Hati, Hati, Hati, Hati, i Tahanea.. LA posible subespècie P. e. albicollis, descrita per Tommaso Salvadori el 1892, es va utilitzar per als ocells trobats a Hao, Hiti i probablement Tahanea, però ara es creu que és un morf de color i el 2022 el Congrés Ornitològic Internacional la va sinonimitzar amb P. e. erythroptera.
Una tercera subespècie es va descriure inicialment com a P. e. pectoralis el 1848 per Titian Peale a partir d’un exemplar femení recollit a Arakita; tanmateix, com no es va descriure cap exemplar masculí de l’illa, és impossible atribuir aquest ocell a una subespècie específica i P. e. pectoralis va ser declarat no vàlid. El colom de les Tuamotu només es coneix a partir d’exemplars femenins durant la resta de la distribució i, per tant, les poblacions d’aquestes illes no són atribuïbles a una subespècie.